# Atinia de usucapionibus
La le Atinia de usucapionibus va ser una llei de l'antiga Roma que limitava (de fet impedia) el dret d'usucapió (propietat pel pas del temps) en les coses adquirides il·legalment. Establia que era sempre del seu propietari allò que s'hagués adquirit il·legalment.
Aquesta llei també s'anomena llei Atilia de usucapionibus i es creu que va ser establerta l'any 557 de la fundació de Roma (197 aC) per rogatio del tribú de la plebs Gai Atili o potser per Atini Labeó, sota els cònsols Gai Corneli Ceteg i Quint Minuci Rufus, segons diu Aulus Gel·li.